# 1831 en droit
Cet article présente les faits marquants de l'année 1831 en droit.

## Événements
- La traite des Noirs devient illégale au Brésil.

### Janvier
- 1er janvier : l'Américain William Lloyd Garrison publie son journal abolitionniste : The Liberator. En janvier, des Noirs libres sont fouettés et emprisonnés à Washington pour l’avoir vendu.

### Février
- 7 février : Constitution de la Belgique, inspirée du libéralisme bourgeois et catholique, qui entérine la création d’une monarchie parlementaire bicaméralisme et héréditaire, avec séparation des pouvoirs législatif, exécutif et judiciaire.

### Mars
- 4 mars : abolition de l'esclavage en France par la loi du 4 mars 1831.
- 18 mars : procès des Cherokees contre l’État de Géorgie, à la suite de la découverte de gisements d’or sur leurs territoires. La Cour suprême rejette leur recours, qualifiant les Indiens de « nations internes et dépendantes ».
- Loi électorale du 3 mars 1831 en Belgique qui accorde le droit de vote aux Belges de sexe masculin selon le principe du suffrage censitaire.

### Décembre
- Empire russe : règlement sur la participation de la noblesse aux élections locales : seuls ont droit de suffrage direct les nobles possédant plus de cent âmes ou trois mille déciatines de terre arable.